# Garcinia quaesita
Garcinia quaesita là một loài thực vật có hoa thuộc họ Clusiaceae.
Loài này chỉ có ở Sri Lanka.